# Killerspiel
Killerspiel ist eine im deutschen Sprachraum verbreitete, negativ konnotierte Bezeichnung (Dysphemismus) für ein gewalthaltiges Spiel. Es werden damit in erster Linie Computerspiele bezeichnet, in denen vom Spieler gesteuerte Gewalt gegen menschliche oder menschenähnliche Spielfiguren dargestellt wird. Des Weiteren werden reale Spiele damit bezeichnet, die dafür geeignet erscheinen, die Menschenwürde der Mitspieler herabzusetzen. Eine juristische Definition besteht nicht. Der Begriff wird vorwiegend in der Diskussion über fiktionale Gewalt und in der damit verbundenen Debatte über ein mögliches Verbot der damit bezeichneten Spiele als politisches Schlagwort verwendet.

## Ursprung und Begriffsdefinitionen der Politik

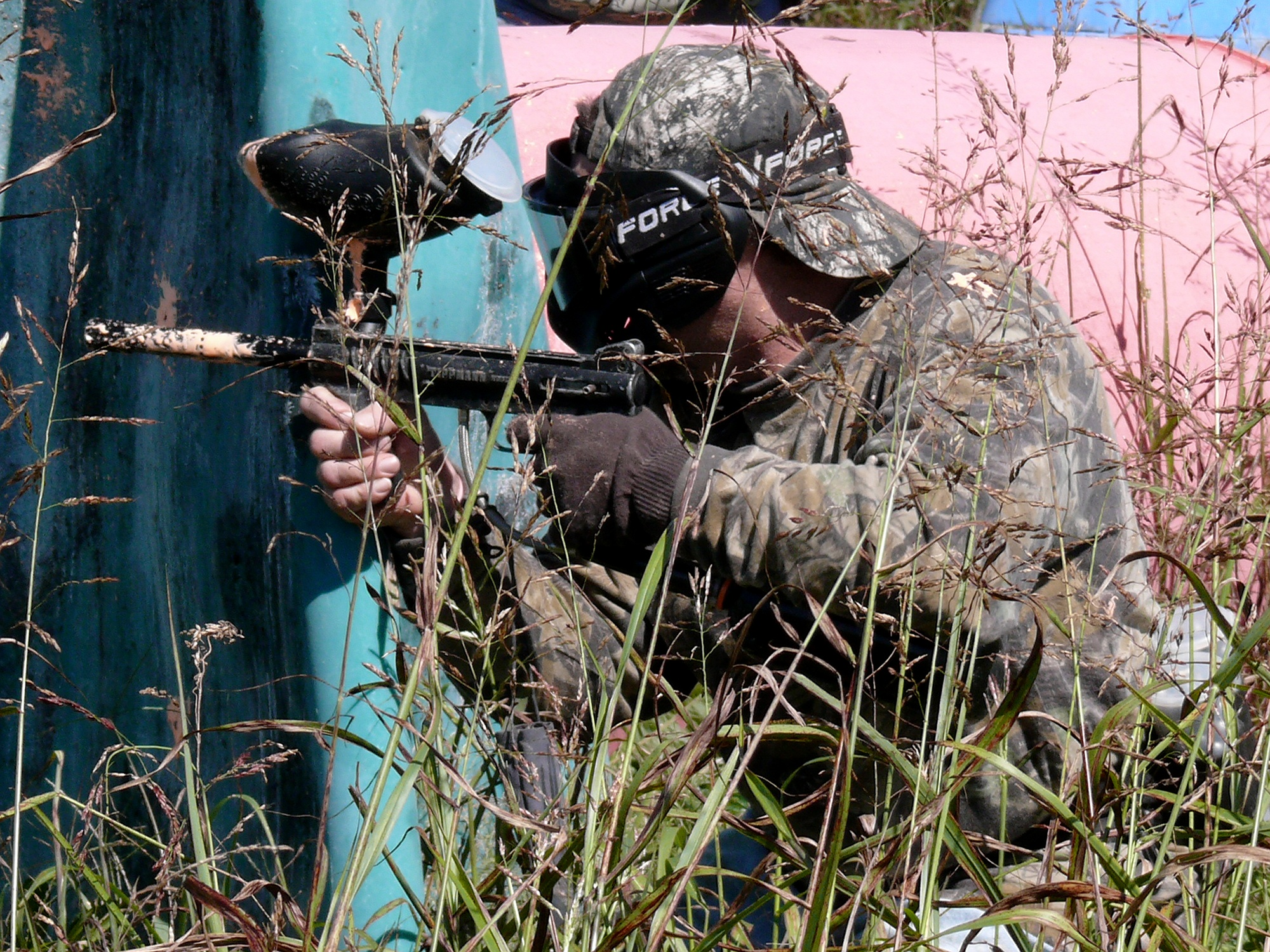
Paintball wurde ursprünglich als Killerspiel bezeichnet

In der politischen Diskussion wurde der Begriff Killerspiel zuerst vorwiegend für reale Spiele wie Paintball und Laserdrome verwendet, wobei der Begriff Killerspielautomat bereits zu Beginn der 1980er-Jahre in der Debatte um Videospielautomaten wie Space Invaders geprägt wurde. Populär gemacht wurde der Begriff Killerspiel 1999 durch den damaligen bayerischen Innenminister Günther Beckstein. Nach dem Amoklauf von Erfurt im Jahre 2002 wurden damit auch gewalthaltige Computerspiele bezeichnet, beispielsweise Ego-Shooter wie Counter-Strike oder Third-Person-Shooter wie Grand Theft Auto. In einem Gesetzesantrag, welcher in Reaktion auf den Erfurter Amoklauf gestellt wurde, geht es noch um ein „Verbot von Killerspielen wie Gotcha, Paintball und Laserdrome“. Im Koalitionsvertrag der großen Koalition aus dem Jahr 2005 wurde die Forderung nach einem Verbot von Killerspielen eingebracht, ohne der Bezeichnung eine Bedeutung zukommen zu lassen. Seit 2006 ist konkret von Computerspielen die Rede.
Definition des Schweizer Nationalrats vom 19. August 2009
„Unter dem Begriff "Killerspiele" werden gemeinhin interaktive elektronische Spielprogramme verstanden, bei denen das virtuelle Töten von Menschen oder anderen Wesen zum Spielerfolg beiträgt.“ (Nationalrat: Interpellation - 09.3394, Killerspiele. Massnahmen des Bundesrates)
Definition der 188. Sitzung der Innenministerkonferenz vom 5. Juni 2009
„Spiele, bei denen ein wesentlicher Bestandteil der Spielhandlung die virtuelle Ausübung von wirklichkeitsnah dargestellten Tötungshandlungen oder anderen grausamen oder sonst unmenschlichen Gewalttätigkeiten gegen Menschen oder menschenähnliche Wesen ist“ (Beschlüsse der 188. Sitzung der Innenministerkonferenz, 5. Juni 2009)
Definition des Schweizer Nationalrats vom 30. April 2009
„Spielprogramme […] in denen grausame Gewalttätigkeiten gegen Menschen und menschenähnliche Wesen zum Spielerfolg beitragen.“ (Nationalrat: 09.3422 – Motion, Verbot von Killerspielen)
Definition in einem Antrag an den Salzburger Landtag vom 11. Februar 2008
„[…] [Spiele], in denen kriminelle Handlungen verherrlicht und menschenverachtende Brutalität als Spiel abgetan werden. Dabei tauchen die Spieler in eine Scheinwelt ein und die Eigenschaften Brutalität, Härte, Macht und Gewalt werden als Siegereigenschaften dargestellt.“ (Salzburger Landtag: Nr. 376 der Beilagen zum stenographischen Protokoll des Salzburger Landtages)
Definition des Schweizer Nationalrats vom 21. Dezember 2007
„Ego-Shooter gemäss Rating 16+/18+ der Pan European Game Information“ (Nationalrat: 07.3870 – Motion, Verbot von elektronischen Killerspielen)
Definition in einem Antrag an den Oberösterreichischen Landtag vom 17. Juni 2007
„So genannte "Killerspiele" verharmlosen die in ihrer Fiktion stattfindenden Tötungen virtueller Figuren, verherrlichen kriminelle Handlungen von menschenverachtender Brutalität.“ (Oberösterreichischer Landtag: Beilage 1201/2007 zum kurzschriftlichen Bericht des OÖ. Landtags)
Definition in einem Gesetzesantrag des Freistaates Bayern vom 2. Februar 2007
„Spielprogramme, die grausame oder unmenschliche Gewalttätigkeiten gegen Menschen oder menschenähnliche Wesen darstellen und dem Spieler die Beteiligung an dargestellten Gewalttätigkeiten solcher Art ermöglichen. Darüber hinaus sind auch reale Gewaltspiele zu verbieten, die geeignet sind, Mitspieler in ihrer Menschenwürde herabzusetzen.“ (Bundesrat Drucksache 76/07, 2. Februar 2007)
Definition des Wissenschaftlichen Dienstes des Deutschen Bundestages vom 15. August 2006
„Killerspiele sind solche Computerspiele, in denen das realitätsnah simulierte Töten von Menschen in der fiktiven Spielwelt wesentlicher Bestandteil der Spielhandlung ist und der Erfolg des Spielers im Wesentlichen davon abhängt. Dabei sind insbesondere die graphische Darstellung der Tötungshandlungen und die spielimmanenten Tötungsmotive zu berücksichtigen.“ (Wissenschaftliche Dienste des Deutschen Bundestages: Ausarbeitung, 15. August 2006)

## Begriffsproblematik
Der Begriff ist juristisch nicht definiert.
Darüber hinaus existiert keine allgemeingültige Definition für Killerspiele.
Nach Ansicht von Medienwissenschaftlern gilt das Wort Killerspiel als unsachlich, da es suggestiv sei und einen objektiven, nüchternen Zugang zu dem Thema erschwere. Es wird stattdessen beispielsweise von „gewalthaltigen Computerspielen“ gesprochen.
Die deutsche Wortschöpfung Killerspiel bezieht sich auf den englischen Begriff killer, was Mörder oder Totschläger bedeutet. Die Wortbildung erklärt sich dadurch, dass nach Ansicht von Verbotsbefürwortern das Spielziel in den so bezeichneten Spielen vorrangig darin besteht, zu töten, der Spielinhalt somit „virtuelles Töten“ sei.
Darüber hinaus basiert der Begriff auf der (wissenschaftlich nicht gestützten) Vorstellung, durch den Konsum von solchen Spielen würden Spieler zu wirklichen Mordtaten angeregt und trainiert, sie seien somit „Tötungstrainingssoftware“. So formuliert der damalige bayerische Ministerpräsident Edmund Stoiber: „Sie animieren Jugendliche, andere Menschen zu töten.“ Andere Politiker lehnen den Begriff als polemisch oder unsachlich ab.
In diesem Zusammenhang werden Computerspiele immer wieder in Diskussionen über Amokläufe von Jugendlichen thematisiert.
Der Begriff impliziert dabei eine negative Sichtweise auf Gewalt in Computerspielen.
Computerspieler nehmen die Bezeichnung Killerspiel als irreführend und diskriminierend wahr und sprechen sich gegen ein „Herstellungs- und Verbreitungsverbot von Action-Computerspielen“ aus.
Bei der Unterhaltungssoftware Selbstkontrolle, die in Deutschland für die Alterseinstufung von Computerspielen zuständig ist, findet der Begriff keine Verwendung.
Der Begriff ist ein falscher Freund des englischen Begriffs killer game, der ein Spiel als Killerapplikation bezeichnet.

## Rechtliche Relevanz
Gesetze, die den Begriff Killerspiel enthielten, wurden in Deutschland nicht verabschiedet. Allerdings gibt es Gesetze, die für gewalthaltige, gewaltverherrlichende und gewaltdarstellende Spiele relevant sind, insbesondere im Jugendschutz. In Deutschland wird der Zugang zu Computerspielen formal durch das Jugendschutzgesetz eingeschränkt, falls die Möglichkeit besteht, dass durch Gewaltdarstellungen die Entwicklung eines Kindes oder Jugendlichen beeinflusst werden kann. Dies wird mit dem Artikel 2 des Grundgesetzes begründet (Absatz 1 „Jeder hat das Recht auf die freie Entfaltung seiner Persönlichkeit […]“, Absatz 2 „Jeder hat das Recht auf Leben und körperliche Unversehrtheit. […]“). Bis 2003 wurde dies so umgesetzt, dass die Bundesprüfstelle für jugendgefährdende Schriften (BPjS) darüber zu entscheiden hatte, ob ein Spiel jugendgefährdend ist und es infolgedessen indiziert werden soll. Seit 2003 hat hauptsächlich die Unterhaltungssoftware Selbstkontrolle (USK) über die Kinder- und Jugendeignung mittels eines rechtlich verbindlichen Alterskennzeichnungssystems zu entscheiden. In Gestalt des § 131 StGB existiert überdies seit 1973 eine Vorschrift, die die Verbreitung von Darstellungen von Gewalttätigkeiten gegen Menschen und insbesondere ihre Weitergabe an Minderjährige regelt. Bei einem Verstoß droht eine Geldstrafe oder Freiheitsstrafe bis zu einem Jahr (§ 131 StGB Gewaltdarstellung).
Anders als in Deutschland wird in der Schweiz und in Österreich das europäische PEGI-System für eine Alterseinstufung verwendet. In der Schweiz haben sich Hersteller und Händler eine freiwillige Selbstverpflichtung auferlegt, die PEGI-Einstufungen beim Verkauf einzuhalten. In Österreich sind die PEGI-Einstufungen rechtlich nicht verbindlich, sondern geben den Erziehungsberechtigten lediglich Empfehlungen über den jeweiligen Eignungsgrad von Computerspielen (in einigen Bundesländern gibt es jedoch Jugendschutz-Vorschriften, die den Verkauf von Computerspielen an Kinder oder Jugendliche, die jünger sind als die PEGI- oder USK-Einstufung verbieten). Ähnlich wird das PEGI-System in den meisten übrigen europäischen Staaten als Empfehlung verwendet. Lediglich in Finnland ist es rechtlich verbindend. In Großbritannien ist für Computerspiele mit einer PEGI-Einstufung von 18+ hingegen eine Prüfung durch das British Board of Film Classification vorgeschrieben, das (ähnlich wie die USK in Deutschland) eine eigene, rechtlich verbindliche Alterseinstufung vornimmt. Für alle anderen gilt automatisch die PEGI-Wertung. Die Prüfung von Computerspielen, die durch PEGI mit einer Alterskennzeichnung unter 18 Jahren versehen wurden, ist freiwillig.
Im März 2010 überwies das Schweizer Parlament nach Zustimmung der beiden Kammern Nationalrat und Ständerat zwei Motionen zum Thema Killerspiele an die Regierung, den Bundesrat. Eine dieser Motionen beauftragte den Bundesrat, den Verkauf von „gewaltbeinhaltenden Killerspielen“ an Kinder und Jugendliche zu verbieten, die andere verlangte „ein absolutes Verbot von Killerspielen und die Revision des Artikels 135 des StGB“. Während der Sitzung des Schweizer Parlaments im Frühling 2011 entschied sich der Ständerat als erstbehandelnder Rat dazu, vier weitere offene Motionen, welche inhaltlich gleich oder sehr ähnlich waren, zu sistieren, um auf die Rückmeldungen des Bundesrates zu warten. Im Mai 2015 hat der Bundesrat einen ausführlichen Bericht «Zukünftige Ausgestaltung des Kinder- und Jugendmedienschutzes der Schweiz» veröffentlicht. Darin hält der Bundesrat unter anderem fest, dass Artikel 135 StGB bereits ein absolutes Verbot von Gewaltdarstellungen beinhalte, „die grausame Gewalttätigkeiten gegen Menschen oder Tiere beinhalten, die keinen schutzwürdigen kulturellen oder wissenschaftlichen Wert haben und die eine gewisse Eindringlichkeit aufweisen“. Dieser Artikel sei somit grundsätzlich auch auf Killerspiele anwendbar. Im Abstract des Berichts fasst der Bundesrat zusammen, dass bestehende Maßnahmen „weiterentwickelt und ergänzt“ werden sollen und der Bundesrat diesbezüglich eine koordinierende Rolle übernehmen wolle. 2019 stellte die Regierung ein neues Bundesgesetz zur Diskussion, gemäß dem Minderjährige vor Gewalt- oder Sexualdarstellungen und anderen ungeeigneten Inhalten in Filmen und Spielen, die ihre Entwicklung gefährden könnten, geschützt werden sollen. Schweizweit sollen alle Kinos, Online-Versandhandel, Verkaufsstellen und Videoportale zu Alterskennzeichnungen und -kontrollen verpflichtet werden. Ob und in welcher Form das Parlament diesen Vorschlägen zustimmen wird, ist noch offen (Stand Okt. 2019).

## Psychologische Forschung
Nach Amokläufen von Schülern in den USA und in Deutschland hat sich die Forschung verstärkt mit dem Phänomen der sogenannten Killerspiele befasst. Es wird der Verdacht geäußert, dass besonders Computerspiele mit gewalthaltigen Inhalten das reale Schießen auf Menschen mit Tötungswaffen konditionieren könnten. Diese Vermutung wird bis heute kontrovers diskutiert.
Gehirnstudien von Wissenschaftlern der Indiana University (USA) wie Vincent P. Mathews oder der Universität Tōhoku (Japan) wie Ryūta Kawashima wiesen mittels der funktionellen Magnetresonanztomographie (fMRT) einen gewissen Einfluss von gewalthaltigen Spielen auf den Frontlappen nach, der für die Kontrolle von Emotionen und Triebimpulsen zuständig ist. Dies kann zu einer Senkung des Aggressionspotenzials führen.
Von psychiatrischen Gutachten wird nach fast jedem Amoklauf eine bereits bekannte oder latent vorhandene psychische oder geistige Störung diagnostiziert, die sich jederzeit in aggressiven Handlungen entladen kann. Die entscheidende Bedeutung, ob Kinder und Jugendliche zu realer Gewaltanwendung neigen, kommt weniger dem virtuellen Spiel zu als der Wertevermittlung und dem Aufwachsen in einer konfliktkompetenten erzieherischen Umgebung. Auf der Basis ihrer empirischen Untersuchungen und statistischen Analysen kommen der Wagnisforscher Siegbert A. Warwitz von der Pädagogischen Hochschule Karlsruhe sowie die Motivationspsychologen Rita Steckel und Clemens Trudewind von der Ruhr-Universität Bochum zu diesem Schluss. Auch die Forschungsergebnisse von Gisela Wegener-Spöhring weisen in diese Richtung.
Es besteht zwar eine Korrelation zwischen aggressiven Persönlichkeitseigenschaften und der häufigen Nutzung von gewaltvollen Computerspielen, jedoch ist ungeklärt, ob aggressive Personen häufiger gewaltvolle Computerspiele nutzen oder gewaltvolle Computerspiele Personen zu Aggressionen verleiten. Zu wenig erforscht sind andere Einflüsse wie sozioökonomische Faktoren, Geschlecht oder Kultur. Da bekannt ist, dass aggressives Verhalten multifaktoriell ist, kommt Videospielen auf Basis der Untersuchungen eine untergeordnete Rolle zu.
Publisher Electronic Arts sieht den Marktanteil von sehr gewalttätigen Computerspielen bei unter 5 % wobei die Begriffsdefinition sehr unklar sei. Teils werden Verbote von Spielen gefordert, die in Deutschland überhaupt nicht erhältlich sind. Ein kausaler Zusammenhang zwischen Spielen und Gewalttätigkeit bestehe nach wissenschaftlichem Kenntnisstand so nicht und kann lediglich eine kurzzeitige Agitation hervorrufen. Sie sei vergleichbar mit dem Konsum von Kinofilmen. Ein Verbot würde lediglich die illegalen Vertriebswege stärken.

## Filme
- Christian Schiffer: Killerspiele – Der Streit beginnt, dreiteilige ZDF-Dokumentation